# Erlangen
Erlangen är en kretsfri stad i det tyska förbundslandet Bayern. Folkmängden uppgår till cirka 118 000 invånare. Den ligger omkring 10 km norr om Nürnberg vid motorväg A3, som går snett genom landet från Ruhrområdet till gränsövergången till Österrike vid Passau. De goda kommunikationerna stärks dessutom genom stadens läge vid Main-Donau-kanalen.
Staden är genom lokaliseringen av Siemens AG:s fabriksanläggningar (nära 25 000 anställda), flera datorföretag, ett antal forskningsinstitutioner (såväl privata som offentligt ägda) liksom Friedrich-Alexander-Universitetet att betrakta som norra Bayerns högteknologiska centrum. 
Framför allt pågår en omfattande forskning inom medicinsk teknik och farmakologi och staden strävar efter att bli sedd som förbundsrepublikens centrum för medicinsk forskning.
Erlangen är en vänort till Eskilstuna.

## Personligheter
- Georg Simon Ohm (1789–1854), fysiker och upphovsman till Ohms lag.
- Lothar Matthäus, född 21 mars 1961, fotbollsspelare och lagkapten för Västtysklands världsmästarlag 1990.
- Emmy Noether (1882–1935), matematiker, formulerade Noethers sats.